# Baía do Quarteiro
A  baía do Quarteiro é uma baía portuguesa localizada no concelho de Santa Cruz da Graciosa, ilha Graciosa, Açores.
Esta baía localiza-se entre a freguesia da Luz e a localidade do Alto do Sul, entre a ponta do Enxudreiro e a Carapacho, quase frente ao ilhéu de Baixo.